# 微博桌面
微博桌面是由新浪微博发布的一款新浪微博桌面客户端软件，具有阅读与发布微博、聊天、新消息提示、快速回复消息等功能的微博桌面客户端。自2015年2月后软件再未进行过任何更新及维护，自2017年10月起软件出现无法登录的错误，至今官方未有修复此问题，因而软件已无法正常使用。

## 功能特色
微博桌面的界面非常简洁，不会占用过多屏幕空间；在使用微博桌面程序来访问微博时，不需要打开网页；微博桌面程序的新消息提醒要比网页版本的微博更直观；同时，微博桌面还支持多种皮肤。

## 支持的操作系统
目前支持Windows XP、Windows Vista、Windows 7、Windows 8和Windows 10操作系统。